# Gary Yourofsky
Gary Yourofsky (Detroit, 19 agosto 1970) è un attivista, educatore e oratore statunitense che si occupa dei diritti degli animali.
Yourofsky è stato sponsorizzato dalla PETA tra il 2002 e il 2005, e ha dato molte lezioni pubbliche promuovendo il veganismo. Nel 2010, la popolarità di Yourofsky è cresciuta considerevolmente in tutto il mondo in seguito al rilascio di un video su YouTube intitolato "Best Speech You Will Ever Hear" (Il miglior discorso che potrai mai sentire), nel quale viene mostrato il suo discorso durante una sua conferenza alla Georgia Institute of Technology di Atlanta; il video ha guadagnato milioni di visualizzazioni ed è stato tradotto in decine di lingue. Yourofsky è stato ammirato e ritratto come un eroe da molti, ma criticato da altri a causa dei suoi presunti punti di vista estremi.
È stato arrestato tredici volte tra il 1997 e il 2001, e ha trascorso settantasette giorni in una prigione di massima sicurezza in Canada nel 1999, dopo aver liberato 1'542 visoni da un allevamento due anni prima.

## Vita privata
Gary Yourofsky è nato in una famiglia ebrea a Detroit, Michigan. È cresciuto in un suburbio della città, Oak Park, e quando era bambino suonava la chitarra sognando di diventare un portiere nella NHL. 
In un'intervista del 2013, Yourofsky si era descritto come un "piantagrane" durante gli anni della Berkley High School e ha ricordato di non essersi iscritto a nessun corso di matematica per tutti e quattro gli anni, in deliberata violazione dei requisiti. Alla fine dell'ultimo anno nel 1988, aveva sfidato la preside a trattenerlo per un altro anno, ma lei al contrario aveva approvato il diploma. Nel 1998 ha ottenuto un baccellierato in giornalismo presso l'Università di Oakland di Rochester Hills e uno in radiodiffusione presso la Specs Howard School of Media Arts di Southfield.
Yourofsky è vegetariano dal 1995 e vegano dal 24 luglio 1996. Ha un tatuaggio sul suo avambraccio destro, raffigurante lui che indossa un passamontagna e tiene un coniglio, con su scritto il motto Praesto et Persto, la cui traduzione dal latino è primeggio e resto saldo. Vi è anche la scritta ALF - Animal Liberation Front.

## Attivismo

### 1996–2001: primi anni di attivismo
Nel 1996, Yourofsky ha fondato la Animals Deserve Absolute Protection Today and Tomorrow (ADAPTT), un'organizzazione vegana che si oppone a qualunque forma di sfruttamento degli animali. Dal 2001 l'organizzazione conta attorno ai 2'200 membri.
Il 30 marzo del 1997, Yourofsky, assieme ad altri quattro membri dell'Animal Liberation Front (ALF), fece una ricognizione presso Eberts Fur Farm, un allevamento di pellicce a Blenheim, in Ontario (Canada), liberando 1'542 visoni, che sarebbero stati uccisi per la loro pelliccia. Il raid, stando a quanto si dice, avrebbe causato danni per un ammontare di 500'000 dollari canadesi all'allevamento. Yourofsky venne arrestato e processato, ed infine condannato a sei mesi di prigione in un carcere di massima sicurezza in Canada nel 1999, scontando settantasette giorni in prigione. Quest'esperienza ha influenzato Yourofsky: "non era altro che un animale in uno zoo. Non è stato piacevole, e ha rinforzato la sua empatia e la sua comprensione nei confronti di ciò che questi animali devono subire".
Nell'autunno del 2000, Yourofsky ha ricevuto 10'000$ dalla PETA per finanziare e diffondere una campagna contro "l'impresa di schiavitù animale conosciuta come il circo". Lo spot è stato trasmesso 69 volte da un canale televisivo locale.
Nel 2001, Yourofsky ha iniziato ad avere problemi finanziari, in particolare un debito di 30'000 dollari americani sulla sua carta di credito, fatto che ha determinato una riduzione del suo attivismo durante tre mesi del 2001.

### 2002-2005: sponsorizzazione da parte della PETA
All'inizio del 2000, Yourofsky si dimise dalla presidenza di ADAPPT, a causa di difficoltà finanziarie. Il giorno dopo che ebbe inviato la lettera di dimissioni, ricevette una telefonata da parte di Ingrid Newkirk, presidentessa della PETA, che gli offrì un lavoro. Le negoziazioni tra i due per un possibile impiego si conclusero il 20 maggio 2002, quando Yourofsky ottenne il ruolo di conferenziere nazionale dell'organizzazione.
Nel 2002, Yourofsky disse a un reporter che avrebbe "inequivocabilmente supportato" la morte di medici ricercatori negli incendi dolosi dell'ALF.
Nel 2003, una conferenza di Yourofsky all'East Tennessee State University venne cancellata a causa di un alterco. Un membro della facoltà mise una pila di volantini a favore dei test sugli animali su un carretto all'esterno dell'aula dove avrebbe avuto luogo la conferenza. Dopo che Yourofsky vide i pamphlets, ci fu un acceso scambio di parole. Yourofsky afferrò e mosse il carrello, di conseguenza i volantini si dispersero per terra. La conferenza venne cancellata e Yourofsky lasciò l'edificio.

### 2005-presente: la fine dell'attività con la PETA e la continuazione dell'attivismo
Yourofsky è stato invitato a dare una conferenza sul "veganismo etico" ad una classe della University of Southern Indiana, il 2 aprile 2007. Il vademecum dell'università conteneva una clausola circa il fatto che gli oratori esterni "non dovevano difendere la violazione di alcuna legge federale o statale.", ed un professore dell'università presentò del materiale ricavato dal sito internet di Yourofsky, che a suo avviso infrangeva questa politica stabilita dall'università; il tutto sbocciò nella cancellazione del discorso. Dopo le obiezioni dei difensori della libertà di parola, la linea di condotta venne revisionata e Yourofsky tenne il suo discorso.
Parte del famoso discorso di Yourofsky sul veganismo compare nel film antispecista del 2012, The Superior Human?.
Yourofsky ha visitato Israele nel settembre 2012 ed è stato intervistato da canale televisivo israeliano Channel 2. Le conferenze che Yourofsky avrebbe dovuto tenere nelle scuole pubbliche vennero cancellate dal ministro dell'educazione israeliano.
Sul suo internet si afferma che al 1 gennaio 2015, Yourofsky ha dato 2'660 conferenze, parlando di fronte a più di 60'000 persone in 186 scuole.

### Controversie
In un'intervista del 2005, Yourofsky ha criticato l'Humane Society of the United States, le strategie utilizzate dalla PETA, e la sua presidentessa, Ingrid Newkirk. Yourofsky si è augurato che coloro che usano e si avvalgono degli animali e i loro prodotti, come il latte, la carne, la pelliccia o i prodotti testati su animali fronteggino lo stesso tipo di destino degli animali che soffrono. In giustificazione a ciò in cui crede, Yourofsky spiega che si augura che chi compie azioni malvagie ne soffra le conseguenze. Gary Yourofsky è stato criticato per l'utilizzo di termini come "campi di concentramento", "camion-campi di concentramento", e "Olocausto" a paragone dell'industria della carne e dell'industria animale. È stato bandito dal Canada e dal Regno Unito per via del suo attivismo, che include l'aver rubato da un allevamento canadese dei visoni tenuti in cattività per farne pellicce. Il 5 dicembre 2013, Yourofsky, secondo quanto si dice, ha spinto la sedia di Erel Segal, giornalista ed editorialista israeliano per il sito internet di Ma'ariv's, dopo un'accesa intervista tra i due terminata quando Yourofsky si è reso conto che Segal stava indossando una giacca di pelle, facendolo cadere dalla sedia. A luglio 2014, non è stata presentata alcuna accusa o prova a dimostrazione di ciò, e non vi è alcuna indagine di polizia attorno a questo fatto.
In un'intervista con Claudette Vaughan, Yourofsky ha detto:
Tuttavia, Yourofsky ha risposto varie volte a domande che gli sono state poste, concernenti questa dichiarazione. In un'intervista nel dicembre 2013 ha risposto giustificandola e argomentandola: 
All'argomentazione del giornalista, che ha asserito che tali affermazioni possono spingere le persone a commettere atti malvagi Yourofsky ha risposto: 
In un'altra intervista ha aggiunto: